# Prostitución en Turquía

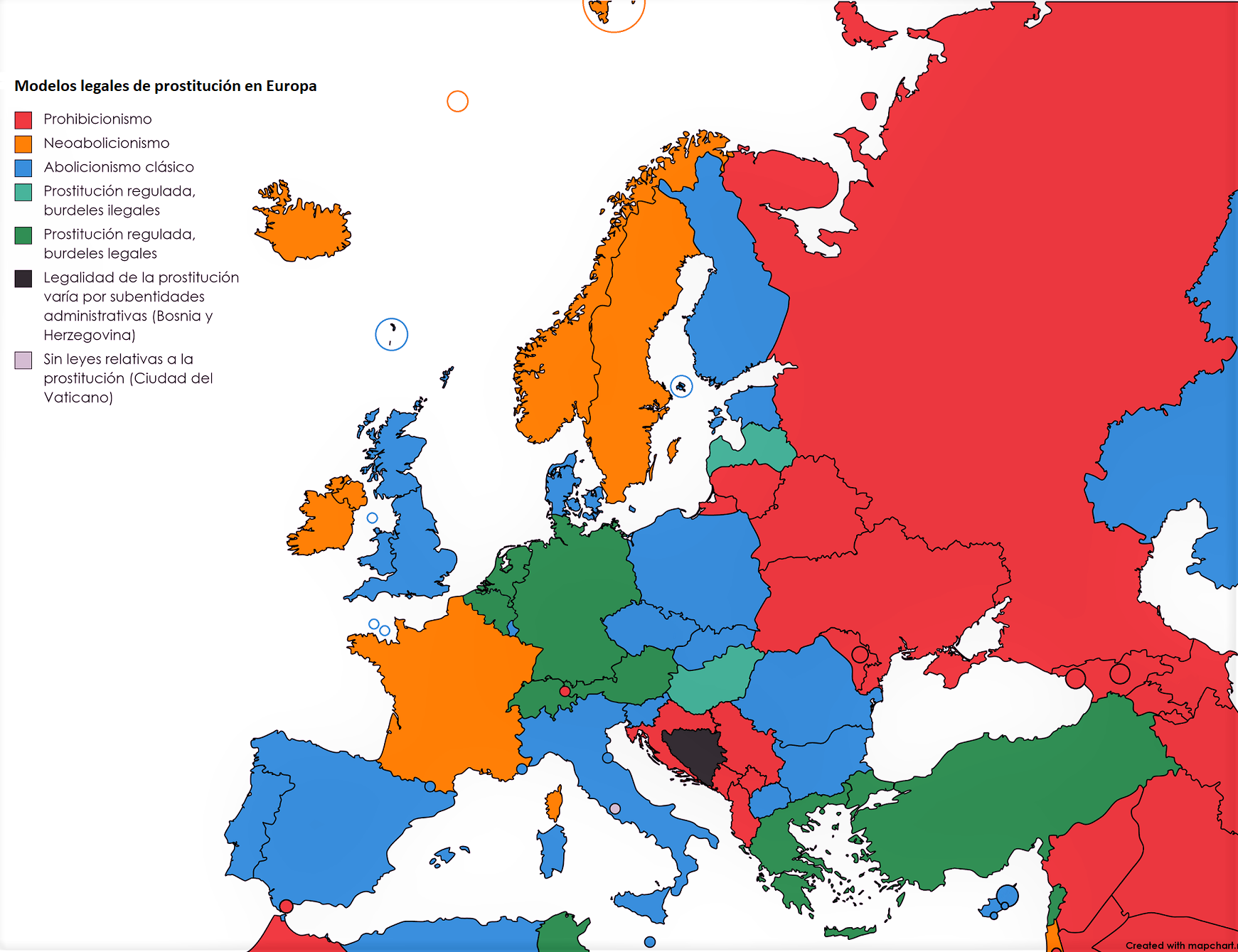
Prostitución en Europa. En verde, el modelo regulador, en el que la prostitución y los burdeles son legales, al que pertenece Turquía.

La prostitución en Turquía es legal y está regulada. La secularización de la sociedad turca permitió que la prostitución alcanzara un estatus legal a principios del siglo XX. Conocidos como «casas generales» (genelevler) en el país, son burdeles gestionados por el Estado que deben recibir permisos del gobierno para poder operar. A su vez, los organismos reguladores emiten tarjetas de identidad a las trabajadoras sexuales que les dan derecho a cierta atención médica gratuita y otros servicios sociales. Sin embargo, muchos gobiernos locales tienen ahora la política de no emitir nuevos registros, y en algunas ciudades, como Ankara y Bursa, los burdeles han sido demolidos por orden judicial. En 2012, se estimó que hay más de 100 000 prostitutas sin permiso en Turquía, la mitad de las cuales son extranjeras.
A principios del siglo XX, el número aproximado de prostitutas registradas en Estambul era de 2 000. Dentro de esta población, un estudio realizado en 1919-1920 concluyó que el sesenta por ciento de estas mujeres no eran musulmanas y el cuarenta por ciento eran musulmanas; sin embargo, estas cifras no tenían en cuenta las prostitutas que trabajaban ilegalmente. La investigación indicó que un mayor número de mujeres musulmanas ejercían la prostitución ilegal o secretamente, en comparación con sus homólogas no musulmanas.
A lo largo de los años, un número cada vez mayor de mujeres empezó a recurrir a la prostitución como medio de obtener ingresos económicos. Muchas mujeres que recurrían a la prostitución lo hacían por ser madres solteras, por no tener hogar, por la pobreza y para poder pagar los servicios de guardería. Mientras que solo las mujeres mayores de dieciocho años registradas y solteras pueden trabajar en burdeles regulados por el Estado, las que no están registradas se ven obligadas a trabajar fuera del sistema. Así, las mujeres no registradas tenían que trabajar en burdeles ilegales, como prostitutas callejeras y vender servicios sexuales desde sus casas.

## Historia
Durante la época de la esclavitud en el Imperio Otomano, la prostitución estaba relacionada con la esclavitud. La Ley Islámica (sharía) prohibía formalmente la prostitución. Sin embargo, dado que el principio del concubinato en la ley islámica permitía a un hombre mantener relaciones sexuales con su esclava, la prostitución era practicada por un proxeneta que vendía su esclava en el mercado de esclavos a un cliente, al que se le permitía mantener relaciones sexuales con ella como su nuevo propietario, y que tras el coito devolvía su propiedad a su proxeneta con el pretexto de descontento, lo que era un método legal y aceptado para la prostitución en el mundo islámico. La prostitución de esclavas se prohibió formalmente con el kanun de 1889.
La prostitución de personas libres no esclavizadas estaba prohibida en el Imperio Otomano, pero existen casos legales de mujeres otomanas libres prostituidas llevadas ante los tribunales legales que parecen haber ejercido el trabajo sexual de forma individual. En el siglo XVIII, las autoridades otomanas locales del Imperio Otomano, como en Damasco (Siria) y en Egipto, habían empezado a tolerar la prostitución clandestina de trabajadoras sexuales libres a cambio de impuestos. En 1839, el Edicto Tanzimat despenalizó el adulterio, tras lo cual las prostitutas y los proxenetas sólo serían condenados a prisión. En 1839 se concedieron nuevos privilegios a los ciudadanos extranjeros en el Imperio Otomano, eximiéndolos de la ley otomana, y los primeros burdeles fueron establecidos en Estambul por proxenetas y prostitutas que habían acompañado a las tropas británicas y francesas durante la guerra de Crimea (1853-1856). En 1884, la prostitución de mujeres prostitutas libres fue legalizada en el Imperio Otomano por el Reglamento Otomano de la Prostitución de 1884, que legalizaba los burdeles a condición de que estuvieran registrados y de que sus trabajadoras estuvieran registradas y sometidas regularmente a controles de enfermedades sexuales.
A principios del siglo XX, había unas 2 000 prostitutas registradas en Estambul. Bajo el islamista Partido de la Justicia y el Desarrollo (AKP), la concesión de licencias se ha ralentizado y los burdeles legales han sido demolidos o trasladados del centro de las ciudades, según Foreign Policy, lo que deja a las mujeres en mayor riesgo de detención, violencia y acoso. Foreign Policy atribuyó esta política al deseo del AKP de presentar una imagen islámica piadosa del país.
En la Turquía musulmana, la prostitución se considera una forma de que unas pocas mujeres protejan a otras de la lujuria masculina.

## Estatus legal
La prostitución en Turquía está regulada por el artículo 227 del Código Penal turco (Ley nº 5237). Promover la prostitución se castiga con penas de dos meses a cuatro años de prisión. La ley de pasaportes prohíbe la entrada en Turquía con fines de prostitución.
Los burdeles (genelev) son legales y están autorizados en virtud de las leyes sanitarias relativas a las infecciones de transmisión sexual. Las mujeres deben estar registradas y adquirir una tarjeta de identificación en la que consten las fechas de sus controles sanitarios. Es obligatorio que las prostitutas registradas se sometan a controles sanitarios periódicos para detectar enfermedades de transmisión sexual, y es obligatorio el uso de preservativos. La policía está autorizada a comprobar la autenticidad de las prostitutas registradas para determinar si han sido examinadas correctamente y asegurarse de que acuden a las autoridades sanitarias en caso contrario. Por su parte, los hombres no pueden registrarse en virtud de esta normativa. Sin embargo, la mayoría de las prostitutas no están registradas, ya que los gobiernos locales han adoptado la política de no emitir nuevos registros.
Otras normas que afectan a las prostitutas en Turquía son la Ley de Delitos Menores, en concreto su artículo 32. Sin embargo, la aplicación de esta ley ha sido bastante controvertida. En algunas ciudades, como Ankara y Bursa, se han demolido burdeles por orden judicial.
Aunque se promulgaron leyes para regular la prostitución y la propagación de enfermedades venéreas, estas leyes perjudican a las trabajadoras del sexo más que beneficiarlas. Las trabajadoras del sexo deben someterse a pruebas de detección de enfermedades de transmisión sexual dos veces por semana en hospitales designados para trabajadoras del sexo registradas. Aunque ninguna ley incrimina a las trabajadoras del sexo ilegales, éstas pueden ser sometidas a un examen médico si son sorprendidas por las fuerzas del orden. Aunque las leyes y políticas relativas a la prostitución en Turquía pretenden beneficiar a la salud pública, no tienen en cuenta los derechos de las trabajadoras del sexo. A pesar de la estricta normativa sobre los controles sanitarios, los hombres que pagan por sexo no son sometidos a ningún examen médico para detectar ETS, lo que probablemente se deba a los esfuerzos del gobierno por mantener abiertos los burdeles para «las necesidades sexuales de los hombres». La tolerancia de la sexualidad masculina y la falta de exámenes médicos, castigos o cualquier sanción para los clientes que compran sexo alimentan el crecimiento del negocio del sexo en Turquía.

## Barrios rojos
El barrio rojo de Estambul llegó a ser similar al que se podía observar en Ámsterdam, Bruselas o Reeperbahn. Este se ubicaba principalmente en el barrio de Karaköy, también conocido como Gálata, en el distrito de Beyoğlu, en la orilla norte del Cuerno de Oro. Llegó a albergar más de una docena de burdeles, con 200 prostitutas trabajando en la zona. El primer burdel de la calle Zürafa se inauguró en la época del sultán otomano Abdul Hamid II para «servir a los europeos que vivían en Beyoğlu», a finales del siglo XIX. A mediados del siglo XX, unas 120 prostitutas trabajaban en 18 casas situadas en Zürafa y calles cercanas. Esta zona fue demolida durante la pandemia del COVID-19 y ya no existe, pasando a ser remodelado como centro cultural del distrito. Las zonas actuales se distribuyen entre las áreas europeas y asiática, siendo más frecuente la presencia de extranjeros en la parte occidental de la ciudad, como en la Plaza Taksim.

## Trabajadores sexuales

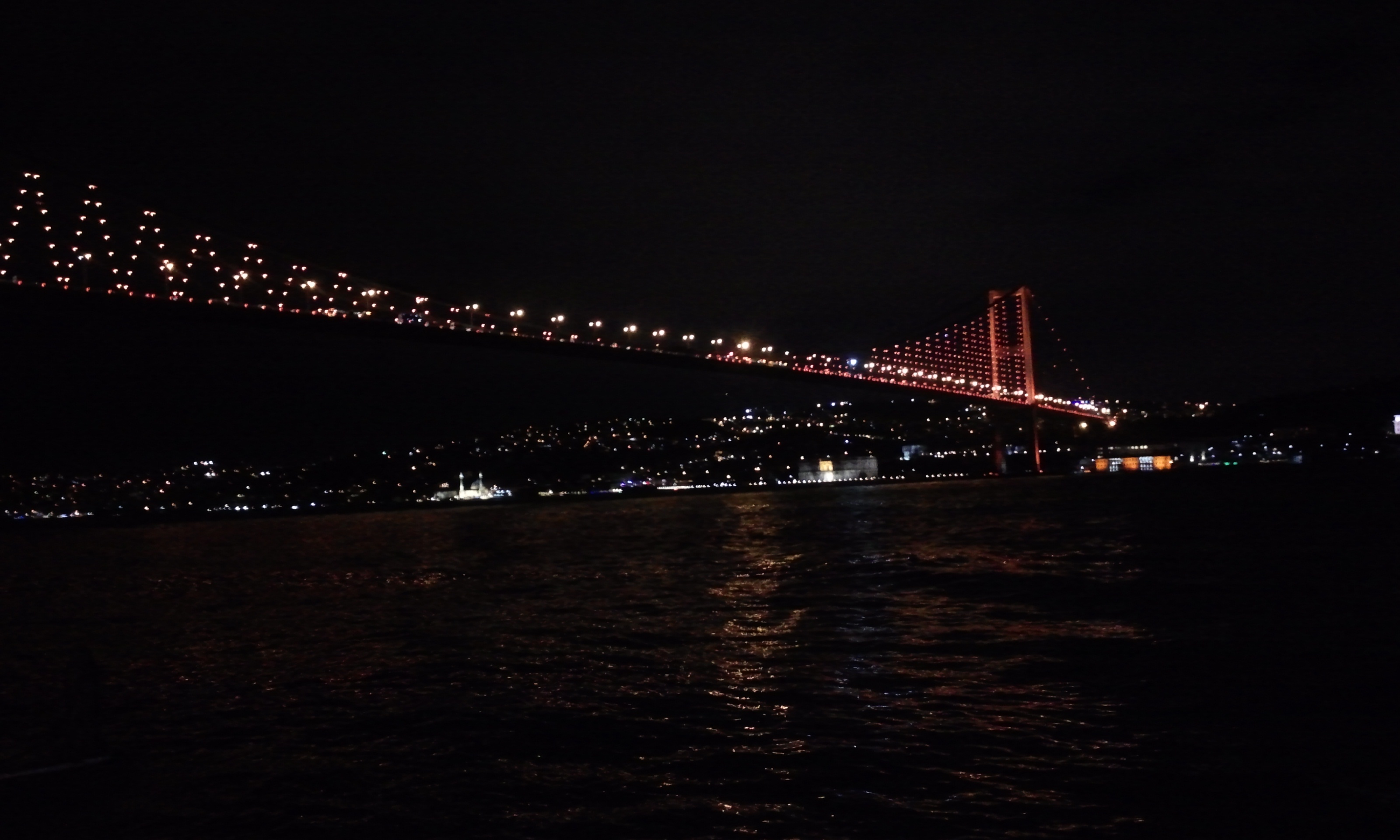
Imagen nocturna del Puente del Bósforo, que une los territorios europeo y asiático de Estambul, ciudad que alberga la mayor comunidad de trabajadoras sexuales del país, por encima de su capital, Ankara.

La industria del sexo en Turquía adopta muchas formas, como la prostitución con acompañantes, la prostitución callejera y la prostitución ejercida en burdeles. Más concretamente, los burdeles (genelevler), son administrados por el Estado, con guardaespaldas designados por la policía. En 2011, había alrededor de 56 burdeles con licencia estatal. Se estima que el mercado del sexo turco incluye alrededor de 100 000 (legales e ilegales). Aunque el comercio sexual adopta muchas formas, las que trabajan como prostitutas de interior tienen más ventajas que las que se dedican a la prostitución callejera. Esto puede atribuirse al hecho de que las que trabajan al aire libre son propensas a sufrir robos, acoso y abusos sexuales. Aunque la prostitución en locales cerrados supone una mejor opción, para trabajar en ellos las mujeres deben estar registradas, ser solteras y mayores de dieciocho años.
Además, una vez registradas, las mujeres no pueden trabajar fuera de la industria del sexo a menos que reciban la aprobación de la policía. Aunque los burdeles estatales se crearon inicialmente para regular la propagación de enfermedades venéreas, ahora suponen una amenaza al vulnerar los derechos de las trabajadoras del sexo. Una vez que las mujeres se registran como trabajadoras del sexo, se les exige que registren su domicilio, lo que permite a la policía hacer redadas en sus casas en cualquier momento. No solo renuncian a su privacidad, sino que las trabajadoras del sexo registradas también viven con el temor constante de que sus vecinos y familiares descubran su profesión, debido al estigma que rodea al trabajo sexual en el país.
Una encuesta realizada en 2010 entre las trabajadoras del sexo registradas reveló que el 66 % eran solteras, el 8 % casadas y el 26 % habían estado casadas anteriormente. Además, una media del 25 % de las mujeres registradas terminaron la escuela primaria, mientras que sólo el 10 % completó la educación secundaria. Por otra parte, la falta de servicios de guardería y los bajos ingresos contribuyeron a las razones por las que muchas trabajadoras del sexo recurrieron al trabajo sexual. Aunque los medios de comunicación presentan a las trabajadoras del sexo como «emprendedoras» y «buscadoras de la felicidad», estas estadísticas revelan cómo la mayoría de las prostitutas se vieron obligadas a entrar en el mercado del sexo como consecuencia de diversos factores socioeconómicos.

### Trabajadoras sexuales extranjeras
Turquía está considerada como uno de los diez principales países de destino para extranjeros debido a su política de visados indulgente. Y como resultado de su situación geográfica, muchos ciudadanos de países vecinos pueden viajar a Turquía. Pueden permanecer entre treinta y noventa días, lo que a su vez proporciona beneficios económicos al país. Según la Organización Mundial del Turismo, Turquía ocupó el séptimo lugar en 2009 como país de destino para el turismo internacional. Sin embargo, la Ley de Pasaportes turca «prohíbe a las personas entrar en el país únicamente con fines de prostitución» y es ilegal que los trabajadores no registrados y los extranjeros realicen cualquier tipo de trabajo sexual.
Los datos de 2001 a 2009 revelan que 24 750 trabajadoras sexuales voluntarias fueron deportadas; de estas deportadas, al 27 % se le diagnosticaron ETS. Muchas de estas mujeres migrantes y extranjeras que ejercen la industria del sexo son consideradas por la ley delincuentes. Las mujeres extranjeras suelen abandonar sus países con la esperanza de encontrar trabajo doméstico para mantenerse a sí mismas y a sus familias; sin embargo, como consecuencia de la estigmatización a la que se enfrentan al llegar a Turquía, recurren a la prostitución.
Los medios de comunicación han descrito a las trabajadoras del sexo extranjeras y migrantes como la causa de la propagación de enfermedades venéreas como el VIH/sida. A finales de los años ochenta y noventa, cuando la crisis del VIH/sida estaba en su punto álgido, la cobertura mediática en Turquía presentó a muchas trabajadoras del sexo migrantes como la razón por la que el VIH/sida se propagaba a través de las fronteras nacionales. Los trabajadores del sexo inmigrantes y homosexuales se asociaron con objetos/cuerpos sexuales causantes de la propagación del VIH/sida en Turquía. Este tipo de medios de comunicación provocó un mayor pánico en los ciudadanos turcos y en el gobierno, lo que finalmente condujo a redadas policiales en los hogares de los trabajadores inmigrantes, pruebas obligatorias de ETS y deportaciones. A día de hoy, las trabajadoras inmigrantes son a la vez temidas y odiadas. Se les considera individuos que llegaron a Turquía para robar maridos turcos leales y empleo.

### Prostitución masculina
Se calcula que en Estambul hay algo más de 11 000 trabajadores masculinos del sexo.

## Prostitutas transexuales
En general, la mayoría de las personas transgénero de Turquía que trabajan en la industria del sexo sufren violencia estructural y, por ley, están excluidas de la venta legal de sexo. Las trabajadoras sexuales transgénero son las más vulnerables y susceptibles de sufrir violencia y acoso, ya que se ven obligadas a trabajar fuera de las instituciones legales. Por ello, suelen dedicarse a la prostitución callejera, y muchas luchan contra la falta de hogar y la pobreza. Según el informe de 2011 de la Fundación para el Desarrollo de los Recursos Humanos, hay unas 4 000 trabajadoras sexuales transgénero en Estambul y un total de entre 8 000 y 10 000 mujeres transgénero en las principales ciudades de Turquía.
Según un estudio realizado por NIH en 2021, hay unas 30 447 trabajadoras sexuales y 15 780 trabajadoras sexuales transgénero en Estambul. La Red Global de Proyectos de Trabajo Sexual descubrió que entre 2008 y 2012, treinta y una trabajadoras sexuales transexuales fueron asesinadas en Turquía. Según otro estudio, entre 2009 y 2015, se cometieron treinta y siete homicidios de transexuales. Se sabe que Turquía tiene las tasas de homicidios de transexuales más altas de toda Europa. Sin embargo, las mujeres trans y trabajadoras sexuales son las que sufren más violencia física y sexual, tanto por parte de los clientes como de los agentes de policía.

## Prostitución ilegal
La prostitución ilegal se clasifica como explotación de un burdel sin licencia, ejercicio de la prostitución sin someterse a controles sanitarios, ejercicio de la prostitución sin licencia o ejercicio de la prostitución sin estar registrado. Ejercer la prostitución ilegal se castiga con un máximo de un año de prisión.
La prostitución en interiores en Turquía está regulada y es legal, mientras que los servicios de acompañantes son ilegales y no están regulados. Los clientes pueden entrar en las páginas web que ofrecen servicios sexuales porque estas páginas no tienen ningún requisito de edad para utilizarlas, lo que permite tanto a los clientes como a los profesionales del sexo de todas las edades utilizar la página web a su antojo. Los acompañantes pueden trabajar de forma independiente desde la comodidad de sus casas o desde cualquier lugar de su elección. Esto también permite a los trabajadores del sexo masculinos y transexuales, que no están legalmente autorizados a vender sexo, utilizar estas plataformas para encontrar clientes.

## Tráfico sexual
Turquía es uno de los principales destinos de las víctimas de la trata de seres humanos en relación con el comercio sexual, según un informe elaborado por la Oficina de Naciones Unidas contra la Droga y el Delito (UNDOC). En 2003 se calculó que 100 000 mujeres habían sido vendidas por familiares o ex cónyuges (por transgresiones imaginarias o reales de las tradiciones) para ejercer el trabajo sexual. Las mujeres sirias han sido explotadas por delincuentes y obligadas a mantener relaciones sexuales en la ciudad de Şanlıurfa. También se ha atacado a las viudas. Según Walk Free, se ha informado de que las mujeres yazidíes esclavizadas por el ISIS siguen cautivas en Oriente Próximo, incluida Turquía.
La Oficina de Vigilancia y Lucha contra la Trata de Personas del Departamento de Estado de los Estados Unidos mantenía para 2024 a Turquía como país de "nivel 2". El gobierno turco identificó 201 víctimas de trata con fines sexuales en 2021.

### Niños
El gobierno turco detectó 120 víctimas infantiles; Walk Free, sin embargo, indicó que es probable que no se informe bien del problema. Walk Free informó de que los niños sirios, incluidos los varones de la zona fronteriza, corrían riesgo de explotación.

### Policía y mafias
Aunque algunas prostitutas tienen licencia están atadas a un sistema de servidumbre por deudas al burdel en el que trabajan, la mayoría de los burdeles están gestionados por mafiosos. Algunas mujeres que han intentado huir han sido devueltas a los burdeles por la policía.